# Фейсал ибн Мишааль Аль Сауд
Фейсал ибн Мишааль Аль Сауд (араб. فيصل بن مشعل آل سعود‎; род. 1959, Эр-Рияд) — саудовский принц, губернатор провинции Эль-Касим с 29 января 2015 года.

## Биография

### Происхождение и образование
Родился в 1959 году в семье принца Мишааля ибн Сауда и его жены Фавизы бинт Мухаммед Аль Кахтани.
В 1982 году окончил Университет короля Сауда в степени бакалавра политических наук, также является выпускником Калифорнийского университета в степени магистра политических наук. В 2000 году получил степень доктора политических наук в Даремском университете.

### Карьера
В 1982 году начал работу в министерстве обороны, где работал сначала сотрудником министерства, а в 1988 году стал советником министра обороны, должность которого занимал принц Султан ибн Абдул-Азиз Аль Сауд. В марте 2006 года он стал заместителем губернатора провинции Эль-Касим, должность которого занимал в течение девяти лет.
29 января 2015 года он был назначен губернатором провинции Эль-Касим, сменив на этой должности принца Фейсала ибн Бандара Аль Сауда, который был назначен губернатором Эр-Рияда.

## Семья
Женат на принцессе Абир бинт Салман аль-Мандиль, у пары 5 детей. 